# Calomys tocantinsi
Calomys tocantinsi is een zoogdier uit de familie van de Cricetidae. De wetenschappelijke naam van de soort werd voor het eerst geldig gepubliceerd door Bonvicino, Lima & Almeida in 2003.